# Tutelina similis
Tutelina similis är en spindelart som först beskrevs av Banks 1895.  Tutelina similis ingår i släktet Tutelina och familjen hoppspindlar. Inga underarter finns listade i Catalogue of Life.